# North American Eagle Project

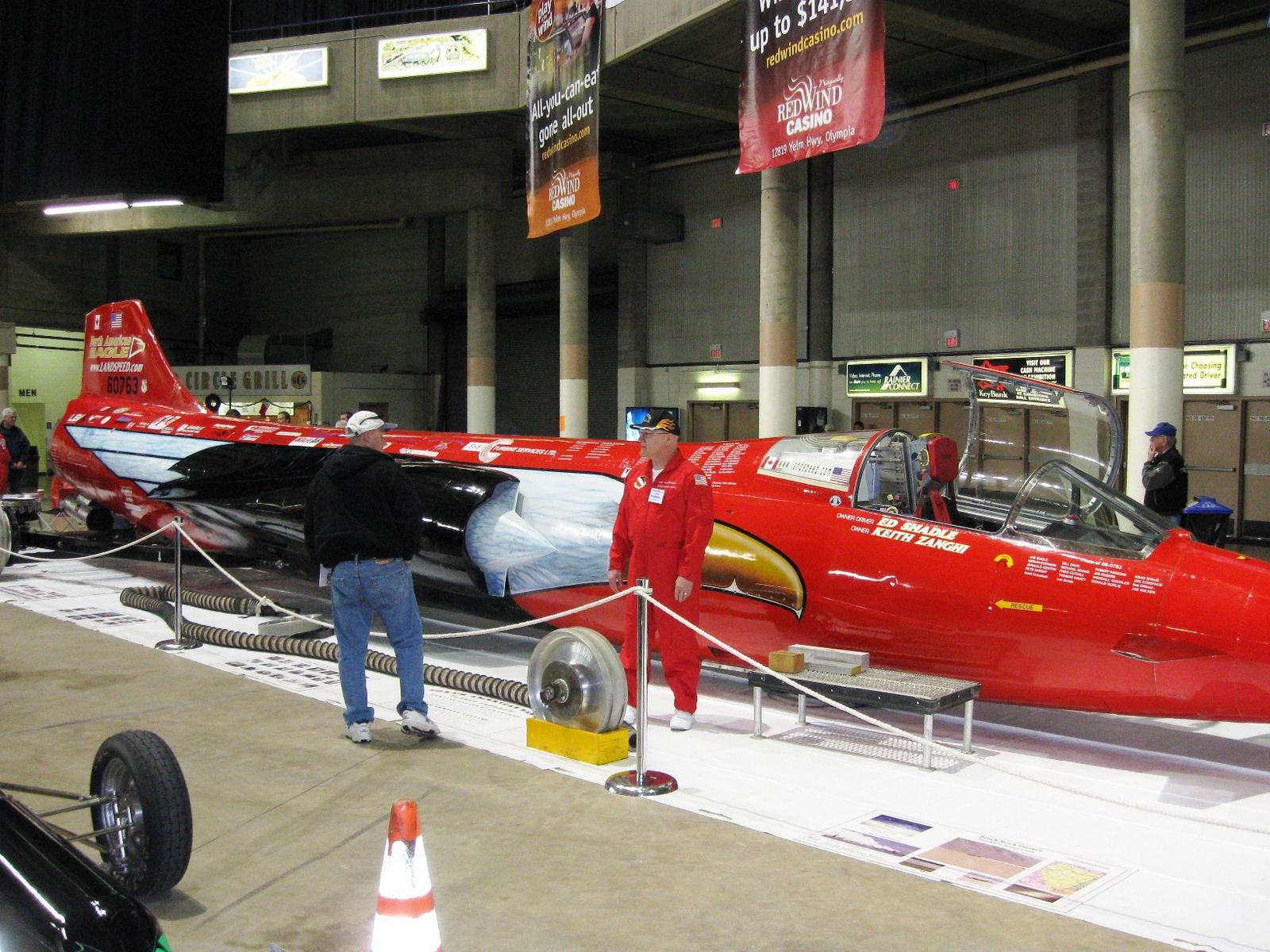
North American Eagle (NaE) Supersonic Speed Challenger

Das North American Eagle Project Supersonic Speed Challenger (deutsch: ‚Überschallgeschwindigkeits-Herausforderer‘) war ein strahlgetriebenes Versuchsfahrzeug, das den 1997 vom ThrustSSC aufgestellten Geschwindigkeitsrekord von 1228 km/h (Mach 1,02) brechen sollte. Das Projekt war eine Zusammenarbeit zwischen kanadischen und US-amerikanischen Ingenieuren, Piloten und Mechanikern, die entschlossen waren, den Rekord von Großbritannien zurück in die USA zu holen. 2013 wurde ein erster Versuch unternommen, die Schallmauer zu durchbrechen und 1287 km/h oder Mach 1,058 zu erreichen.
Mit dem North American Eagle wurde der absolute Landgeschwindigkeitsrekord für Frauen sowie der Landgeschwindigkeitsrekord in vierrädrigen Fahrzeugen aufgestellt.
Bei einem weiteren Rekordversuch des „Nordamerikanischen Adlers“ kam es am 27. August 2019 zu einem schweren Unfall, bei dem die Pilotin Jessi Combs getötet wurde. Die Zukunft des Projekts ist unklar (Stand Juli 2020).

## Beschreibung

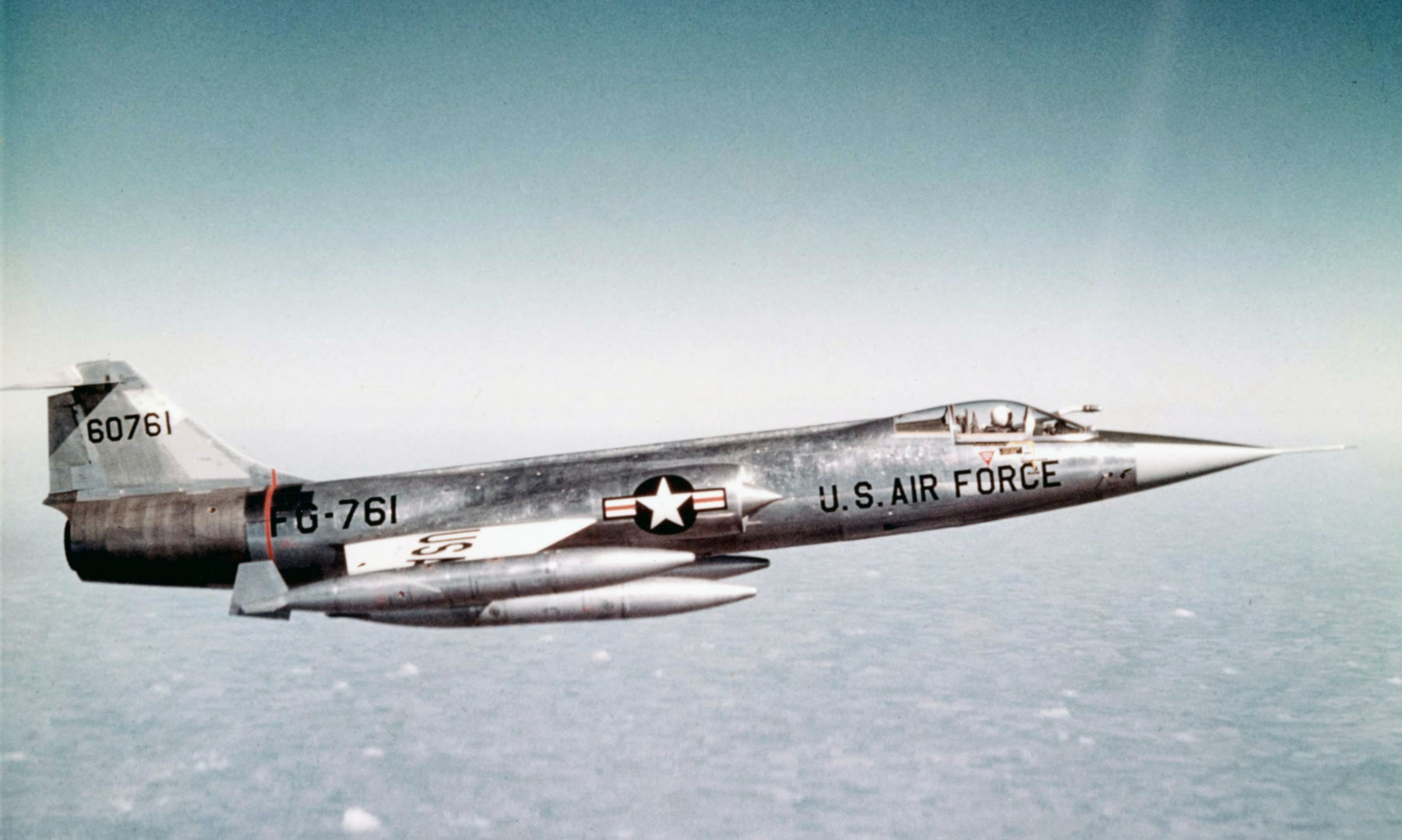
Das zugrunde liegende Basisflugzeug: Lockheed F-104A-10

Das Fahrzeug basierte auf dem Rumpf eines Kampfflugzeugs vom Typ Starfighter Lockheed F-104A-10 mit der Hecknummer 56-0763. Das Flugzeug wurde für die US-Luftwaffe gebaut und dem Air Force Flight Test Center auf der Edwards Air Force Base zugewiesen. Dort war der Jet vom 29. August 1957 bis zu seiner Ausmusterung 1970 im Einsatz. Zunächst wurde das Flugzeug von General Electric als Testplattform für das J79-Triebwerk eingesetzt. Später wurde es als Verfolgungs- beziehungsweise Begleitflugzeug für die Testprogramme North American X-15, Lockheed SR-71 „Blackbird“ und North American XB-70 „Valkyrie“ verwendet. Der Jet wurde unter anderem von berühmten Piloten wie Joe Walker, Scott Crossfield, Pete Knight, Bill Dana, Chuck Yeager, Joe Engle und Bob Gilliland geflogen.
Für den Einsatz als Rekordfahrzeug wurden vom North American Eagle Project die Baugruppen für die Aufhängung der (nicht angetriebenen) Räder entworfen und die dafür erforderliche Systemintegration durchgeführt. Das Fahrzeug war 17,1 m lang und wog 5900 kg.

### Triebwerk

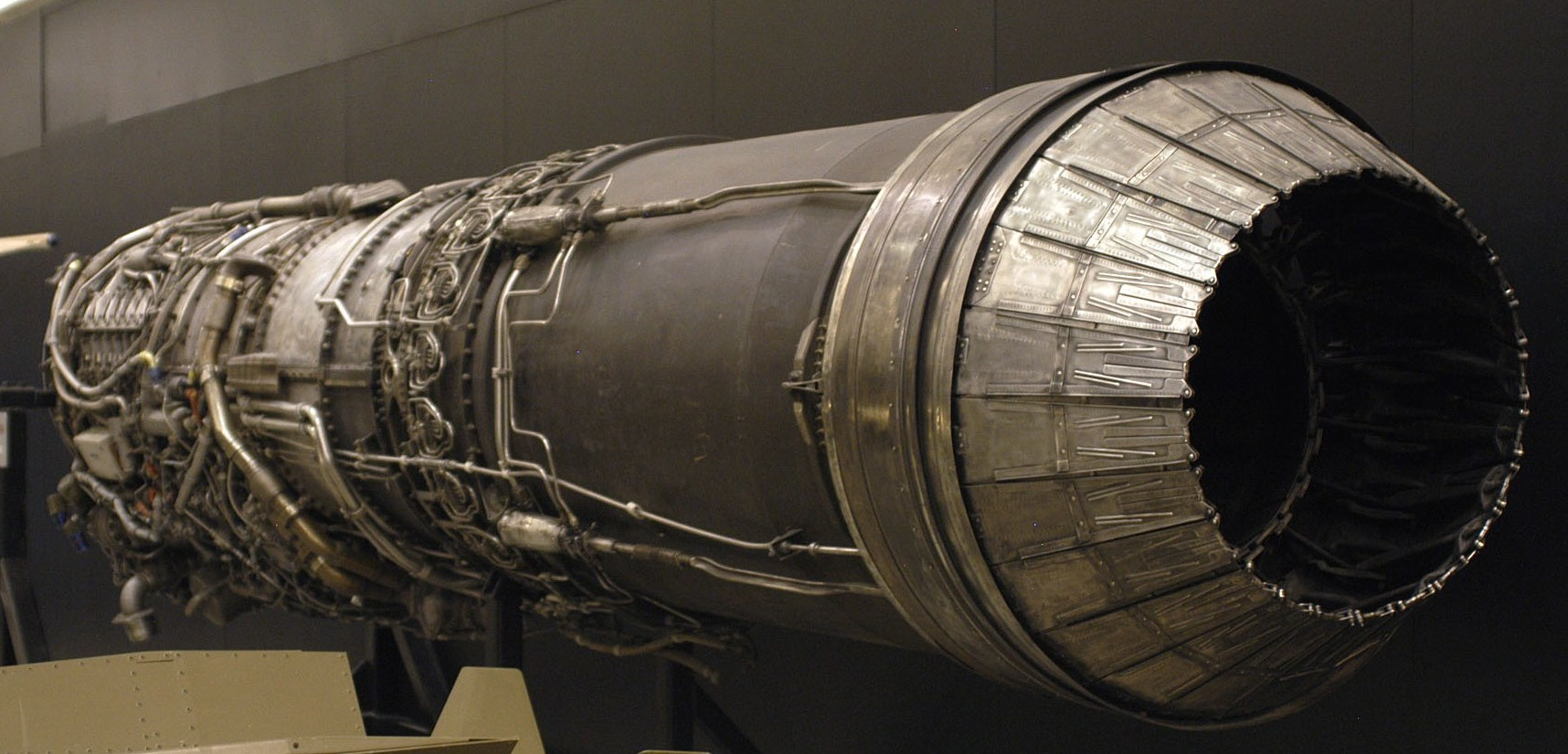
General Electric J79, die militärische Version des Triebwerkes

Als Antrieb kam eine General Electric LM1500 Turbojet-Turbine (eine zivile Variante des ursprünglich im Flugzeug eingebauten General-Electric-J79-Triebwerks) zum Einsatz. Ein Serientriebwerk, das für Tests mit niedriger Drehzahl verwendet wurde, leistete 42.500 PS (31,7 MW). Für die Rekordversuche wurde das Fahrzeug mit einem verbesserten Triebwerk mit 52.000 PS (38,2 MW) Leistung ausgestattet.
Im Leerlauf verbraucht das Serientriebwerk 40 US-Gallonen (151 Liter) Kraftstoff pro Minute. Die militärische Version des Aggregates (J79) benötigt bei 100 % Schub 80 US-Gallonen (303 Liter) pro Minute. Im Nachbrennermodus steigt der Verbrauch auf 90 US-Gallonen (341 Liter).

### Fahrgestell / Räder
Da der NaE nicht über Räder angetrieben wird und nur für Geradeausläufe vorgesehen ist, spielt bei der Konstruktion des Chassis die Fahrdynamik keine übergeordnete Rolle.
Lediglich die Vorderachse erhielt ein Gasdruckdämpfer-System, um Stöße abzufangen. Die Hinterradaufhängung besteht aus einem rechteckigen Rahmen, der aus rechteckigen Stahlrohren gebaut wurde. Er verläuft in einer Delta- oder Dreieckskonfiguration nach hinten. Dieser Rahmen besteht aus Weichstahl (oder kohlenstoffarmem Stahl), der billig, stark und leicht zu formen ist.
Das Fahrzeug bewegt sich auf fünf Rädern: eines vorne zum Lenken, zwei nebeneinander auf einer versetzten Mittelachse und zwei hinten. Für langsame (Test)-Fahrten unter 350 Meilen pro Stunde (ca. 563 km/h) sind die Räder mit Gummireifen ausgestattet. Für Hochgeschwindigkeitsfahrten (bis zu 800 Meilen pro Stunde / ca. 1287 km/h) werden die Standard-Flugzeugräder entfernt und durch massive Billet-Aluminiumräder (aus dem Vollen gefräst) mit einem Titanband an der äußeren Lauffläche des Rads ersetzt, um eine höhere Festigkeit und Spannungserhaltung zu erzielen.

### Cockpit
Das Cockpit des North American Eagle ähnelt noch stark dem der zugrunde liegenden F-104. Es nimmt den Fahrer auf, der mit einem extra breiten Fünf-Punkt-Sicherheitsgurt angeschnallt wird. Anstelle eines Lenkrads findet der Fahrer den originalen Steuerknüppel des Starfighters. Ein Hydrauliksystem überträgt die Lenkbewegungen des Piloten an das Vorderrad, sodass das Auto (in eingeschränktem Maß) nach rechts oder links gelenkt werden kann. Eine sehr einfache Instrumententafel mit Temperaturanzeigen, Kraftstoff- und Öldruckanzeigen, Luftgeschwindigkeitsanzeige und Mach-Messgerät ist direkt hinter dem Steuerknüppel platziert. Über ein Funkgerät kann der Fahrer mit Mitgliedern seiner Crew und anderem Hilfspersonal an der Strecke kommunizieren, die dabei helfen, den Zustand der Oberfläche des ausgetrockneten Sees und andere Variablen zu überwachen, die sich auf das Ergebnis des Rennens auswirken können.

### Bremssysteme

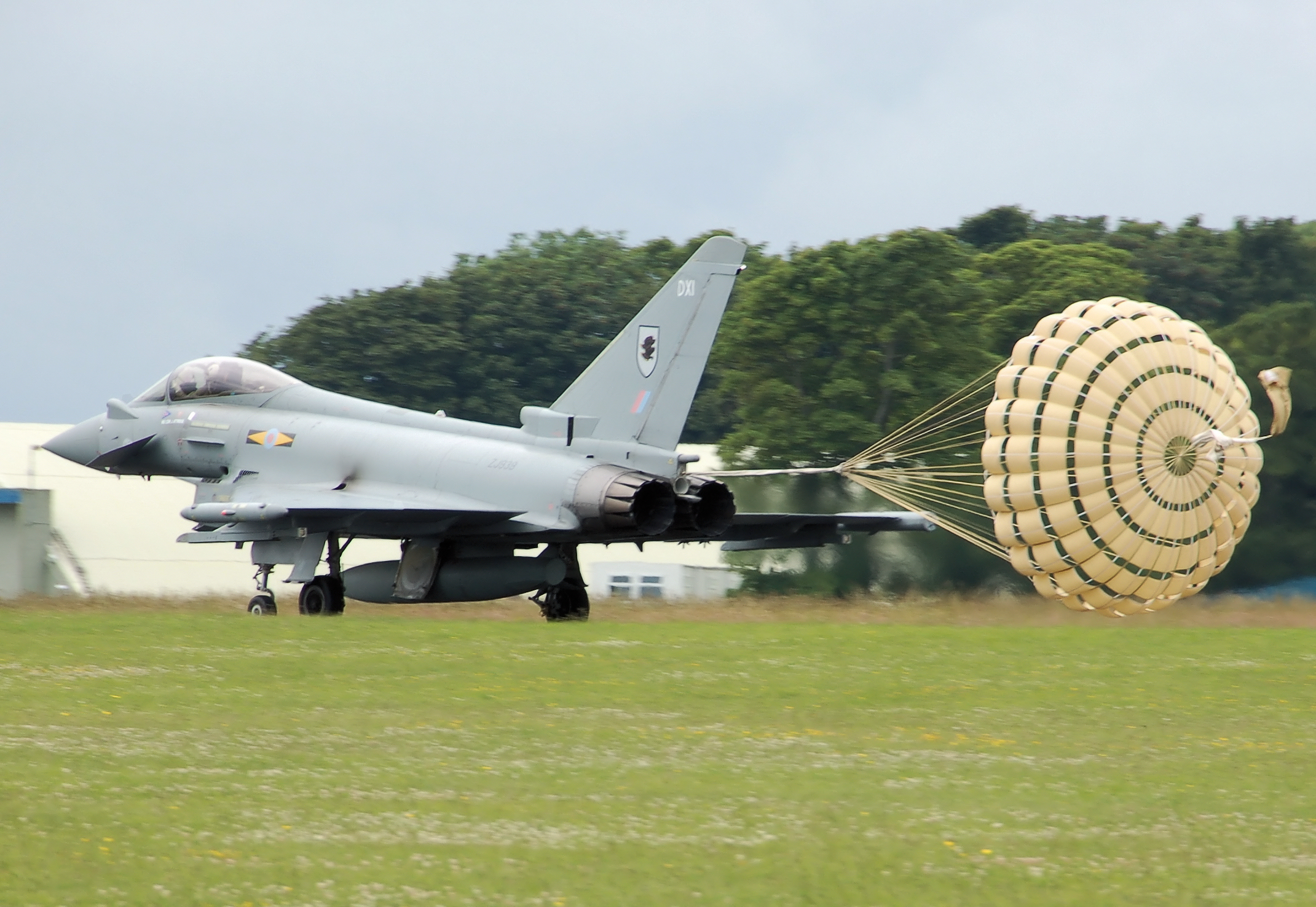
Landender Jet mit Bremsschirm

Ab 2014 wurden vier verschiedene Systeme eingesetzt, um das Fahrzeug abzubremsen: Zuerst waren es Hochgeschwindigkeits-Luftbremsen, die von der Erstausrüstung der F-104 übernommen wurden, ab einer Geschwindigkeit von ca. 700 mph (ca. 1127 km/h) verlangsamten Hochgeschwindigkeits-Bremsschirme die Fahrt, die bei unter 350 mph (ca. 563 km/h) durch Niedriggeschwindigkeits-Bremsschirme unterstützt wurden. Das Fahrzeug war auch mit einer blockierfreien Neodym-Seltenerdmagnet-Wirbelstrombremse ausgestattet. Ein Bremsversagen oder ein Bruch der Vorderradaufhängung werden als Ursache für den Unfall des North American Eagle bei dem Rekordversuch im August 2019 vermutet.

## Historie
Ab Juni 2004 wurden auf einem Prüfstand insgesamt 14 Triebwerks-Testläufe durchgeführt, die letzten beiden Tests mit voller Leistung und zugeschaltetem Nachbrenner. Im Dezember 2004 fanden die ersten Versuche mit dem Fahrzeug statt. Zwischen März 2006 und Juni 2008 wurden insgesamt 23 weitere Testläufe mit dem North American Eagle absolviert. Dabei wurden Geschwindigkeiten von bis zu 640 km/h (397,6 Meilen pro Stunde) angegeben, aber nicht von externen offiziellen Behörden für Geschwindigkeitsrekorde von Kraftfahrzeugen überprüft. Weitere Tests fanden in den USA unter anderem auf dem Sanderson Field in Shelton (Washington) statt. Es folgten Probeläufe auf dem Flughafen Toledo im Südwesten des Bundesstaates Washington, der Edwards Air Force Base und dem El Mirage Dry Lake in Kalifornien sowie in der Black Rock Desert, Nevada.
Am 9. Oktober 2013 startete Jessi Combs mit dem North American Eagle (NaE) Supersonic Speed Challenger in der Alvord-Wüste (Oregon) eine Versuchsreihe, um den „Women’s 4-wheel land speed record“ (4-Rad-Landgeschwindigkeitsrekord der Frauen) anzugreifen. Im Rahmen einer dieser „Sessions“ brach sie in einem offiziellen Lauf mit einer bestätigten Durchschnittsgeschwindigkeit von 632,4 km/h (392,9 mph) über die Distanz von einer Meile, den seit 1965 bestehenden Rekord von Lee Breedlove (der Ehefrau von Craig Breedlove) im Spirit of America - Sonic 1 von 496,5 km/h (308,5 mph).
Am 7. September 2016 stellte Combs angeblich einen neuen Top-Speed Record von 768,61 km/h (477,59 mph) mit einem American Eagle genannten Fahrzeug auf. Die Aussagen hierzu sind widersprüchlich.

## Unfall

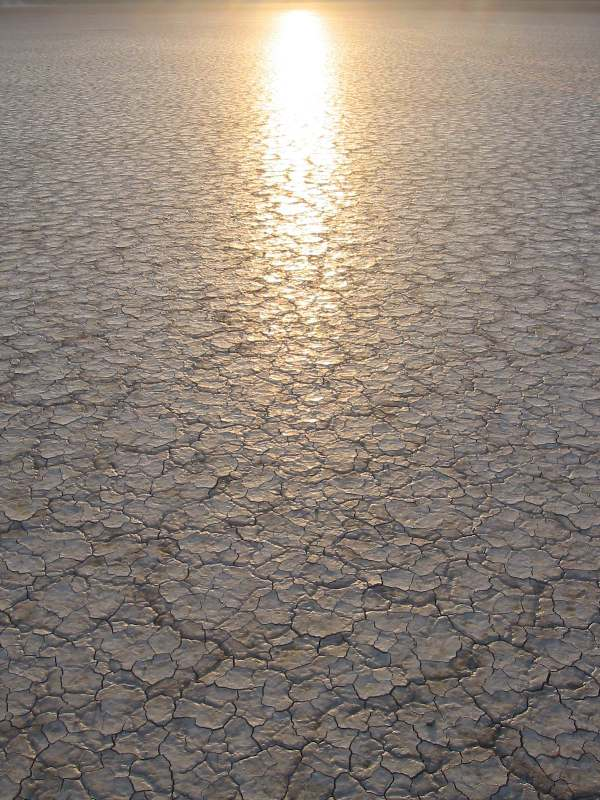
Alvord Desert

Am 27. August 2019 ereignete sich in der Alvord Desert (Oregon) bei einem Geschwindigkeitsrekordversuch mit dem North American Eagle ein Unfall, bei dem die Fahrerin Jessi Combs getötet wurde. Berichten zufolge konnte das Auto nicht angehalten werden und fuhr über den Rand des trockenen Seebettes hinaus. Die Ergebnisse der Untersuchungen zur Unfallursache wurden im November 2019 veröffentlicht. Diese Untersuchungen ergaben, dass die Baugruppe, welche die Vorderradaufhängung des Fahrzeugs bildete, gebrochen war – wahrscheinlich infolge eines Kollisionsschadens durch Auftreffen mit einem nicht näher bezeichneten Gegenstand auf der Strecke. Combs starb an den Folgen einer stumpfen Gewalteinwirkung im Bereich des Kopfes und war bereits tot, als ihr Fahrzeug in Flammen aufging.
Ende Juni 2020 stufte das Guinness-Buch der Rekorde die Rekordversuche vom 27. August 2019 als ihren Anforderungen genügend ein und Combs wurde eine Rekordgeschwindigkeit von 841,338 km/h (522,783 mph) zugeschrieben, womit sie den Rekord nach 40 Jahren gebrochen hatte.

## Ähnliche Fahrzeuge
- Bloodhound SSC